# Spiniphora bergenstammi
Spiniphora bergenstammi är en tvåvingeart som först beskrevs av Josef Mik 1864.  Spiniphora bergenstammi ingår i släktet Spiniphora, och familjen puckelflugor. Arten är reproducerande i Sverige.